# Msza katechumenów

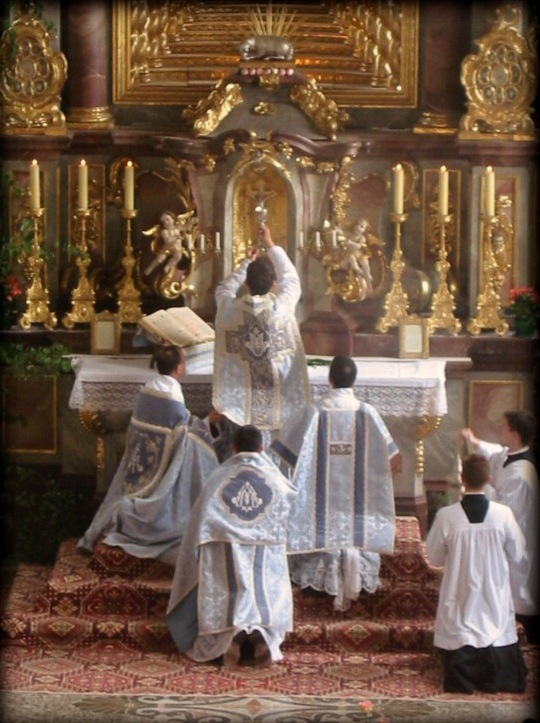
Msza sprawowana według nadzwyczajnej formy rytu rzymskiego

Msza katechumenów – pierwsza część mszy nadzwyczajnej formy rytu rzymskiego (drugą jest msza wiernych). Składa się z modlitw stałych i zmiennych:
- 1. Modlitwy u stóp ołtarza (ministrantura) – po przyjściu do ołtarza kapłan przyklęka, lub kłania się w kierunku krzyża jeśli na ołtarzu nie ma Najświętszego Sakramentu), żegna się znakiem krzyża i odmawia psalm 43 (42), zaczynający się od słów: "Osądź mnie Panie". Czwarty wers tego psalmu ("przystąpię do ołtarza Bożego") powtarza się trzykrotnie, wyrażając w ten sposób pragnienie złożenia ofiary Bogu. Wierni podczas odczytywania tego psalmu mają odsunąć się w myślach od świata, wyrzec się grzechu, dostrzec własną niemoc i wzbudzić ufność w miłosierdzie boskie. Następnie odbywa spowiedź powszechna, czyli prośba o przebaczenie grzechów i zmiłowanie, odmawiana zwykle przez kapłana i wiernych. Przez tę modlitwę kapłan oczyszcza swoją duszę, by móc godnie sprawować mszę świętą. Spowiedź kończy się prośbą o odpuszczenie grzechów (najpierw pada formuła: "Niech się zmiłuje nad wami wszechmogący Bóg, a odpuściwszy grzechy wasze, doprowadzi was do życia wiecznego. Amen", a następnie: "Przebaczenia, odpuszczenia i darowania grzechów naszych niech nam udzieli wszechmogący i miłosierny Pan. Amen").
- 2. Introit – jest to pieśń wejścia. Otwiera ona proprium, czyli teksty własne mszy i jest pierwszą częścią zmienną liturgii mszalnej, odpowiednio do niedziel i świąt, a zatem pierwszą modlitwą przypadającą na dany dzień. W mszy uroczystej – zwykle odśpiewywany, w mszy czytanej - recytowany przez kapłana. Introit stanowi temat główny nadający charakter pozostałym tekstom formularza mszalnego i zapoznaje z danym świętym lub tajemnicą dnia, zgodnie z kalendarzem liturgicznym.
- 3. Kyrie – aklamacja odmawiana na przemian z asystą (w mszy śpiewanej) lub wiernymi (w mszy recytowanej). Jest ona błagalnym wprowadzeniem do mającej za chwilę nastąpić modlitwy, zwanej kolektą. Kyrie jest dziewięciokrotnym wezwaniem do Boga (sześć razy po grecku "Kyrie eleison – Panie zmiłuj się", i trzy razy "Chryste eleison – Chryste zmiłuj się". Słowa te są pozostałością z dawnej litanii, którą śpiewano przed rozpoczęciem ofiary. Wyrazy greckie są pamiątką czasów, gdy w Rzymie odprawiano liturgię po grecku). Ma charakter prośby o wyzwolenie z ludzkich słabości, wad i ułomności.
- 4. Gloria – hymn pochwalny "Chwała na wysokości Bogu – Gloria in excelsis Deo". Pierwsze wersy pochodzą od słów, które aniołowie śpiewali narodzonemu Jezusowi w Betlejem. Pieśń ta śpiewana jest podczas wszystkim mszy o charakterze radosnym, opuszczana natomiast w mszach żałobnych, adwentowych i wielkopostnych. W pierwszej części Gloria sławi Kościół Święty Boga Ojca, dziękując za objawienie Jego chwały, w drugiej oddaje cześć Synowi Bożemu, błagając o łaskę i zmiłowanie, na końcu zaś odnosi się do Ducha Świętego.
- 5. Kolekta – modlitwa zgromadzenia - wyrażenie przez kapłana próśb Kościoła, wedle przeżywanej uroczystości. Na końcu tej części zwykle podkreśla się rolę Jezusa Chrystusa, jako jedynego pośrednika zanoszącego błagania i modlitwy wiernych do Boga.
- 6. Lekcja (Proroctwo lub Epistoła) – jest rodzajem przejścia do liturgii Słowa Bożego. Czytanie ksiąg stanowiło "jądro" mszy katechumenów. Zwykle czyta się jedną lekcję, zazwyczaj z listów apostolskich lub innych ksiąg Starego i Nowego Testamentu. We Mszach solennych Lekcję śpiewa subdiakon, we Mszach śpiewanych lektor lub celebrans. Może być także odczytana przez celebransa. Po jej odczytaniu wierni odpowiadają słowami: "Bogu niech będą dzięki". W uroczystych mszach, w tym momencie, subdiakon udaje się do kapłana po błogosławieństwo. Następnie celebrans kładzie dłoń na lekcjonarzu na znak odebrania księgi, a subdiakon całuje ją na znak szacunku, wiary i chęci wypełniania ogłoszonego przed chwilą słowa.
- 7. Graduał – krótki tekst między czytaniami, zwykle fragment psalmu, odmawiany przez księdza lub śpiewany przez scholę. Rolą graduału jest streszczenie uczuć zgromadzonych w wiernych po pierwszym czytaniu, oraz wyciszenie ich przed wysłuchaniem Ewangelii. W czasie postu do graduału dodaje się tzw. traktus, czyli pieśń pokutną, w okresie wielkanocnym zamiast graduału śpiewa się alleluja, by usunąć wszelkie elementy pokuty. W niektóre uroczystości dodaje się hymn, zwany sekwencją (np. w uroczystość Zesłania Ducha Świętego pieśń – "Przybądź Duchu Święty").
- 8. Ewangelia – szczytowy punkt liturgii słowa. To dobra nowina, w której Chrystus swoją nauką wskazuje drogę postępowania i dojścia do zbawienia. Na początku czyni się znak krzyża na czole (oznacza tu myśli), ustach (oznacza słowa), i piersi (oznacza serce). Na słowa kapłana: "Słowa Ewangelii...", wierni odpowiadają "Chwała Tobie Panie". Po skończonej Ewangelii kapłan odmawia krótką modlitwę ("Przez słowa Ewangelii niech będą zgładzone nasze winy"), która ma przygotować wiernych na uważne wsłuchiwanie się w wyjaśnianie Słowa Bożego. Dawniej podczas odczytywania Ewangelii, rycerze dobywali miecze z pochew, by dać świadectwo gotowości obrony wiary przed niewiernymi.
- 9. Kazanie – nie należy ono do czynności liturgicznych o charakterze kultycznym, ale istotna jest tutaj idea wyjaśnienia słów Ewangelii przez kapłana. Kazanie zawiera elementy egzystencjalne, moralizujące, katechetyczne i liturgiczne. Ma z natury charakter subiektywny, ale nie może przesłaniać wiernym obiektywnego kultu. Szczególnym rodzajem kazania jest homilia, czyli autorytatywne głoszenie Słowa Bożego, odnoszące się bezpośrednio do tekstu Ewangelii.
- 10. Credo (wyznanie wiary) – krótki zbiór zasad nauki chrześcijańskiej. Wyznanie wiary jest aktem publicznym i uroczystym. Zostało ułożone na soborach powszechnych (Nicejskim w 325 roku i Konstantynopolitańskim w 381 roku). Struktura następuje według tematów: stworzenia, wyznania Bóstwa Chrystusa, wglądu na dzieło stworzenia, wyznania natury ludzkiej Jezusa, dzieła zbawczego Syna Bożego oraz owocu odkupienia. Stanowi ono zakończenie mszy katechumenów i przejście do głównej części mszy – mszy wiernych. W Kościele pierwszych wieków po credo ludzi przygotowujących się do chrztu, czyli katechumenów wypraszano w tym momencie ze świątyni, stąd nazwa pierwszej części mszy – msza katechumenów.